# 托科道尔塔罗
托科道尔塔罗，是匈牙利科马罗姆-埃斯泰尔戈姆州所辖的一个村。总面积5.27平方公里，总人口3081，人口密度584.6人/平方公里（2011年1月1日）。